# 9012 Benner
9012 Benner eller 1984 UW är en asteroid i huvudbältet som upptäcktes den 26 oktober 1984 av den amerikanske astronomen Edward L.G. Bowell vid Anderson Mesa Station. Den är uppkallad efter den amerikanske radioastronomen Lance A.M. Benner.
Asteroiden har en diameter på ungefär 11 kilometer.